# Rank (음반)
| 전문가 평가              | 전문가 평가 |
| 평가 점수                | 평가 점수   |
| 출처                     | 점수        |
| ------------------------ | ----------- |
| AllMusic                 | [ 1 ]       |
| Blender                  | [ 2 ]       |
| Chicago Tribune          | [ 3 ]       |
| Christgau's Record Guide | B           |
| NME                      | 10/10       |
| Pitchfork                | 5.4/10      |
| Q                        | [ 7 ]       |
| Rolling Stone            | [ 8 ]       |
| Select                   | 4/5         |
| Uncut                    | [ 10 ]      |

《Rank》는 영국의 록 밴드 더 스미스의 유일한 공식 라이브 음반이다. 밴드가 해체된 지 1년 후인 1988년 9월, 러프 트레이드 레코드를 통해 발매되었으며, 영국 음반 차트에서 2위에 올랐다. 미국에서는 이 음반이 사이어 레코드에서 발매되어 77위에 올랐다.

## 배경
《Rank》는 계약상의 의무로 발매되었다. 이 음반은 거의 2년 전인 1986년 10월 23일, 런던 킬번의 내셔널 볼룸에서 녹음되었으며, 모리세이가 이전에 BBC 라디오 1에서 방송된 전체 콘서트 녹음에서 선별한 20곡 중 14곡으로 구성되어 있다. 이 음반은 더 스미스에 대한 향수와 같은 해 초 발표된 모리세이의 솔로 데뷔 음반 《Viva Hate》의 성공에 힘입어 큰 인기를 끌었다.
킬번 공연 녹음에서 제외된 곡들은 〈I Want the One I Can't Have〉, 〈There Is a Light That Never Goes Out〉, 〈Frankly, Mr. Shankly〉, 〈Never Had No One Ever〉, 〈Meat Is Murder〉, 그리고 〈How Soon Is Now?〉이다. 또한, 콘서트 자체에서도 일부 편집이 쉽게 들리는데, 예를 들어 〈I Know It's Over〉가 끝날 때 관중이 환호하는 부분이다. 2008년 말에는 이 공연 영상이 유튜브에 올라오기도 했다.
더 스미스 전기 작가 조니 로건과 데이비드 브렛에 따르면, 모리세이는 원래 이 음반의 제목을 《The Smiths in Heat》로 정했으나, 러프 트레이드가 반대하여 모리세이는 《Rank》라는 제목을 제안했다. 이것은 "J. 아서" (J. 아서 랭크가 코크니 운율 슬랭으로 "자위"를 뜻함)를 의미한다.

## 커버 아트
《Rank》의 음반 커버는 모리세이가 디자인했으며, 배우 알렉산드라 바스테도의 사진이다. 이 이미지는 사진작가 존 D. 그린의 1967년 저서 《Birds of Britain》에 나온 것이다. 게이트폴드 음반의 내부에는 여러 명의 더 스미스 팬들이 모리세이의 셔츠를 찢고 있는 사진이 실려 있다. 그 사진은 1986년 영국 맨체스터 G-Mex 센터에서 열린 팩토리 레코드의 "페스티벌 오브 더 텐스 서머" 콘서트에서 이안 틸턴이 찍었다.

## 곡 목록
모든 곡은 조니 마와 모리세이가 작사, 작곡했으며, 예외로는 〈His Latest Flame〉 (독 포머스, 모트 슈먼), 〈The Draize Train〉 (마), 그리고 〈The Queen Is Dead〉의 아주 초반부에 세르게이 프로코피예프의 클래식 곡 〈Montagues and Capulets〉의 오디오 녹음이 밴드 소개를 위해 재생된 부분이 있다.
| #  | 제목                                            | 재생 시간 |
| -- | ----------------------------------------------- | --------- |
| 1. | 〈The Queen Is Dead〉                           | 4:11      |
| 2. | 〈Panic〉                                       | 3:07      |
| 3. | 〈Vicar in a Tutu〉                             | 2:40      |
| 4. | 〈Ask〉                                         | 3:12      |
| 5. | 〈His Latest Flame/Rusholme Ruffians〉 (Medley) | 3:55      |
| 6. | 〈The Boy with the Thorn in His Side〉          | 3:47      |
| 7. | 〈Rubber Ring/What She Said〉 (Medley)          | 3:41      |

| #   | 제목                         | 재생 시간 |
| --- | ---------------------------- | --------- |
| 8.  | 〈Is It Really So Strange?〉 | 3:45      |
| 9.  | 〈Cemetry Gates〉            | 2:50      |
| 10. | 〈London〉                   | 2:38      |
| 11. | 〈I Know It's Over〉         | 7:49      |
| 12. | 〈The Draize Train〉         | 4:23      |
| 13. | 〈Still Ill〉                | 4:09      |
| 14. | 〈Bigmouth Strikes Again〉   | 5:51      |